# Paul Fouquet
Paul Fouquet, syndicaliste enseignant né le 13 octobre 1876 à Apt (Vaucluse), mort noyé le 30 août 1920 à Asnelles (Calvados).

## Biographie
Licencié ès Lettres à Aix-en-Provence en 1894, il est reçu à l’agrégation de grammaire en 1898. Il est affecté de 1898 à 1902 au lycée de Châteauroux, de 1902 à 1906 au lycée de Constantine, de 1906 à 1907 au lycée de Moulins, puis de 1907 à 1913 au lycée de Clermont-Ferrand, en 1913  à Versailles, enfin de 1913 à 1920 au lycée Voltaire à Paris. De 1914 à 1918, il est secrétaire à l’État-major, de 1918 à 1920 il devient professeur au lycée Voltaire à Paris et dirige les cours secondaires des XIe et XXe arrondissements. En 1920, il est nommé professeur au lycée Carnot. 
En 1902, l'inspecteur général le décrit comme un « sujet distingué, à l'esprit ouvert, au savoir sûr, au goût fin et pénétrant. Il fait très régulièrement la classe, prépare des exercices. […] Il faudra bientôt penser à M. Fouquet pour un lycée important. » Mais en 1904, le recteur se plaint de lui « Peu de zèle, ne fait aucun progrès et ne mérite aucun avancement. » L'inspecteur général confirme en 1904 cette impression « il fait grand tort au lycée. Le jour de l'inspection, il n'y avait ni devoirs ni explications à préparer. » Une fois revenu en métropole, Paul Fouquet change complètement d'attitude. « Avec une joie véritable, j'ai constaté que M. Fouquet dont j'avais été si peu satisfait à Constantine, a échappé à la crise morale qui le déprimait alors et tenait les promesses qu'il avait faites. On se loue des services qu'il rend au lycée, de sa conscience, de son activité. C'est un autre homme. »
De 1919 à 1920, il est président de la Société des agrégés. Du 16 juillet 1920 au 30 août 1920, il est président de la Fédération nationale des professeurs des lycées de garçons et de l'enseignement secondaire féminin, l'organisation à l'origine du SNALC. 
Il était marié depuis 1901, et père de trois enfants, dont le médecin Pierre Fouquet.